# Saison 3 de Braquo
Chronologie
Saison 2 Saison 4
Cet article présente les épisodes de la troisième saison de la série télévisée française Braquo.

## Résumé de la saison
Caplan et son équipe doivent mettre fin à une guerre entre deux clans de Vory v zakone et éviter l'implantation de cette mafia soviétique dans les rues de Paris.

## Liste des épisodes

### Épisode 1:Affliction
- 10 février 2014 sur Canal+

- France :  (première diffusion) sur Canal+

### Épisode 2:Nos funérailles
- 10 février 2014 sur Canal+

- France :  (première diffusion) sur Canal+

### Épisode 3:Odessa
- 17 février 2014 sur Canal+

- France :  (première diffusion) sur Canal+

### Épisode 4:Stoukatch
- 17 février 2014 sur Canal+

- France :  (première diffusion) sur Canal+

### Épisode 5:Le Lait et le Miel
- 24 février 2014 sur Canal+

- France :  (première diffusion) sur Canal+

### Épisode 6:Prologue
- 24 février 2014 sur Canal+

- France :  (première diffusion) sur Canal+

### Épisode 7:Andreas
- 3 mars 2014 sur Canal+

- France :  (première diffusion) sur Canal+

### Épisode 8:Entre la Terre et l'Enfer
- 3 mars 2014 sur Canal+

- France :  (première diffusion) sur Canal+